# Eugeniusz Stawiński

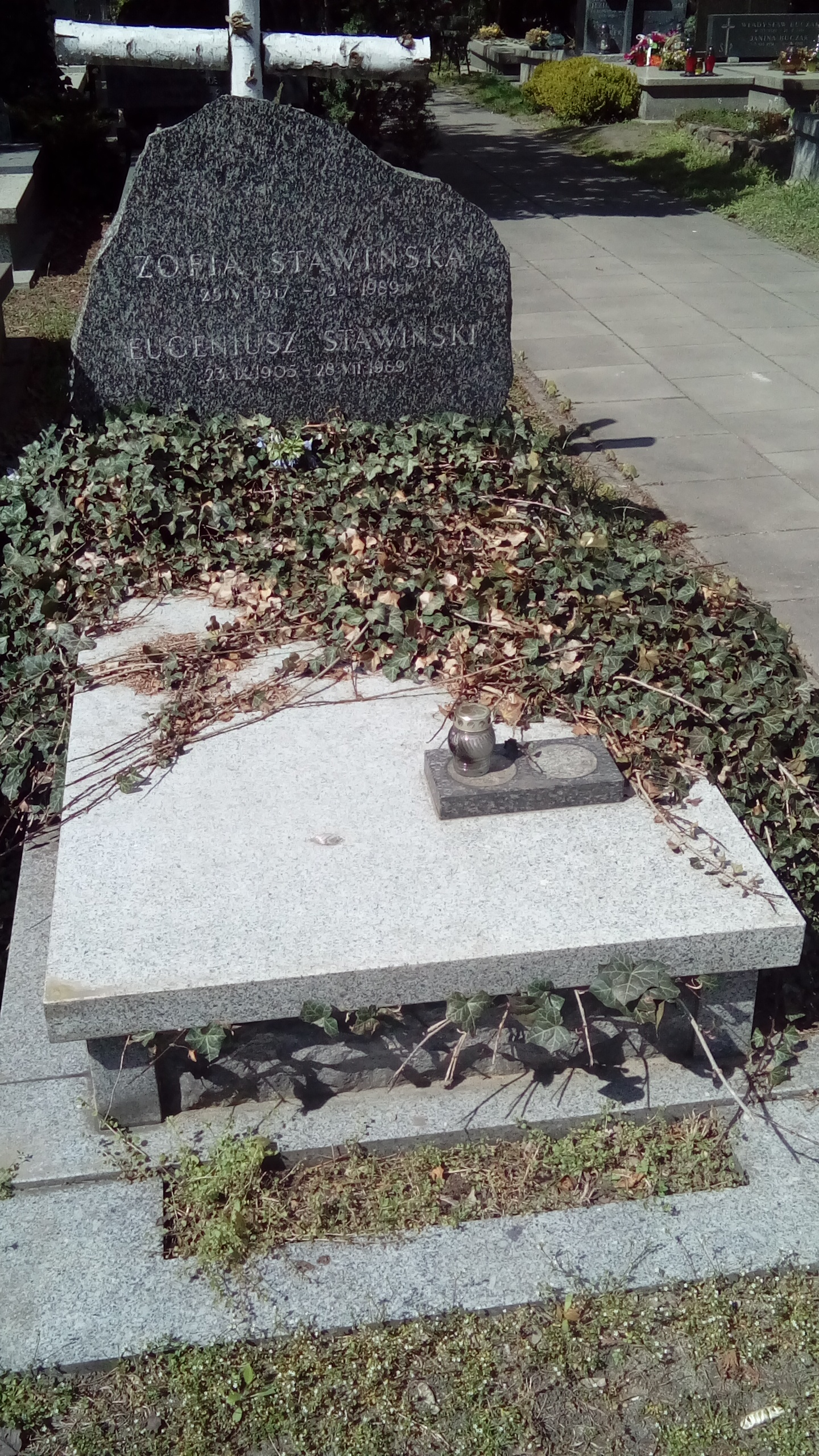
Grób Eugeniusza Stawińskiego na Powązkach; Warszawa

Eugeniusz Stawiński (ur. 23 września 1905 w Łodzi, zm. 28 lipca 1989) – polski technik tkacki i polityk. Prezydent Łodzi (1947–1949), minister przemysłu lekkiego (1949–1968) i wiceprezes Rady Ministrów (1956), poseł do Krajowej Rady Narodowej oraz na Sejm PRL I, II i III kadencji.

## Życiorys
Syn Antoniego i Marcjanny, uzyskał wykształcenie średnie. Od 1920 pracował w przemyśle włókienniczym. Działał w związkach zawodowych, w latach 30. był sekretarzem i przewodniczącym zarządu głównego Związku Zawodowego Pracowników Przemysłu Jedwabniczego. Podczas okupacji niemieckiej prowadził działalność konspiracyjną. Od 1945 do 1947 był sekretarzem generalnym zarządu głównego Związku Zawodowego Robotników i Pracowników Przemysłu Włókienniczego.
W latach 1930–1938 należał do Komunistycznej Partii Polski, od 1944 do Polskiej Partii Robotniczej, a od 1948 do Polskiej Zjednoczonej Partii Robotniczej. W latach 1948–1949 i 1968–1981 był członkiem Centralnej Komisji Rewizyjnej PZPR (od 1968 do 1980 członek prezydium CKR), zaś od 1949 zastępcą członka, a od 1956 do 1968 członkiem Komitetu Centralnego PZPR. Od lipca do października 1956 był zastępcą członka Biura Politycznego KC PZPR.
Był posłem do Krajowej Rady Narodowej oraz na Sejm PRL I, II i III kadencji. W okresie 1947–1949 był prezydentem Łodzi. Od 2 kwietnia 1949 do 11 kwietnia 1968 był ministrem przemysłu lekkiego w pięciu rządach. W okresie 4 maja–24 października 1956 był również wiceprezesem Rady Ministrów. Eugeniusz Stawiński był najdłużej kierującym tym samym resortem ministrem w historii Polski – 19 lat i 9 dni (6949 dni).
W 1981 był członkiem tzw. Komisji Grabskiego powołanej przez Komitet Centralny PZPR w celu ustalenia odpowiedzialności osobistej członków ekipy Edwarda Gierka.
Pochowany wraz z żoną Zofią z domu Tatar (1917–1989) na wojskowych Powązkach (kwatera C39-10-1).

## Wybrane odznaczenia
- Order Sztandaru Pracy I klasy[3]
- Krzyż Komandorski z Gwiazdą Orderu Odrodzenia Polski (1964)[4]
- Złoty Krzyż Zasługi (1946)[5]
- Medal 30-lecia Polski Ludowej
- Medal 40-lecia Polski Ludowej
- Medal 10-lecia Polski Ludowej
- Medal im. Ludwika Waryńskiego (1986)[6]
- Odznaka 1000-lecia Państwa Polskiego (1966)[7]
- Honorowa Odznaka Miasta Łodzi (1960)[8]
- Pamiątkowy Medal z okazji 40. rocznicy powstania Krajowej Rady Narodowej (1983)[9]
- Order Czerwonego Sztandaru Pracy (ZSRR, 1957)[10]